# Valsa auerswaldii
Valsa auerswaldii är en svampart som beskrevs av Nitschke 1928. Valsa auerswaldii ingår i släktet Valsa och familjen Valsaceae.  Arten är reproducerande i Sverige. Inga underarter finns listade i Catalogue of Life.